# Ida Korander
Ida Josefina Korander, född 8 februari 1870 i Hausjärvi, död 21 februari 1921, var en finländsk operasångerska (sopran).
Korander genomgick svenska flickskolan i Tavastehus och anställdes därefter vid Livförsäkringsbolaget Suomi, varifrån hon 1895 övergick till försäkringsbolaget Kaleva. Hon var en omtyckt och anförtrodd medarbetade på Kaleva och tilldelades för sin flitighet företagets utmärkelsetecken i guld. Privat var hon intresserad av musik och lämnade försäkringsbolaget 1907 för att helt ägna sig åt musiken. Korander bedrev studier utomlands och gav sin första konsert i Helsingfors kring 1908.
1908 konserterade hon bland annat med Oskar Merikanto och ingick på 1910-talet i Finska teaterns, sedermera Finlands nationalteater, skådespelarensemble. Korander fick goda vitsord av sin höga röst, men under hela sitt liv behöll hon en viss scenskräck, som medförde att hon inte helt och hållet kunde utnyttja sina färdigheter. Hon försökte alltjämt komma över sin scenskräck, men gav sedermera upp sin sångkarriär.
På hösten 1920 reste Korander till Berlin, där hon insjuknade i sömnsjuka. Hon avled till följd av sjukdomen 1921. Hon är begravd på Sandudds begravningsplats i Helsingfors.